# Nartháki
Le dème de Nartháki, en grec moderne : Δήμος Ναρθακίου / Dímos Narthakíou, est un ancien dème du district régional de Lárissa, en Thessalie, Grèce. Depuis 2010, il est fusionné au sein du dème de Pharsale. 
Selon le recensement de 2011, la population du dème s'élève à 1 175 habitants.